# Myelaphus jozanus
Myelaphus jozanus är en tvåvingeart som beskrevs av Matsumura 1916. Myelaphus jozanus ingår i släktet Myelaphus och familjen rovflugor. Inga underarter finns listade i Catalogue of Life.